# Figueira das Naus
Figueira das Naus est un village de l'île de Santiago au Cap-Vert.

## Description
Figeiura das Naus fait partie de la municipalité de Santa Catarina.
Il est situé à 11 km au sud de Tarrafal et à 12 km au nord-ouest d'Assomada. 
Il est traversé par la route EN3-ST-26 reliant Fundura à Ribeira da Prata.
Figueira das Naus est limitrophe de Calheta de São Miguel.

## Population
Au recensement de 2010, la localité comptait 1 157 habitants.